# La Flotte
La Flotte település Franciaországban, Charente-Maritime megyében. Lakosainak száma 3131 fő (2022. január 1.). La Flotte Le Bois-Plage-en-Ré, Rivedoux-Plage, Sainte-Marie-de-Ré és Saint-Martin-de-Ré községekkel határos.

## Népesség
A település népességének változása:
| Lakosok száma | 1681 | 1878 | 2452 | 2907 | 2897 | 2801 | 2762 | 2785 | 2903 | 3131 |
|               | 1968 | 1982 | 1990 | 2006 | 2013 | 2015 | 2017 | 2019 | 2020 | 2022 |